# Nadia Davy
Nadia Davy (24 december 1980) is een Jamaicaanse atlete, die is gespecialiseerd in de 400 m.
Op de Olympische Spelen van Athene in 2004 maakte Nadia Davy onderdeel uit van de 4 x 400 m estafetteploeg. Met haar teamgenotes Novlene Williams, Michelle Burgher en Sandie Richards won ze een bronzen medaille. Ze finishten met 3.22,00 achter het Amerikaanse (3.19,01) en het Russische team (3.20,16). Daarnaast deed ze mee aan de 400 m, maar sneuvelde al in de kwalificatieronde met 52,04.

## Titels
- Jamaicaans kampioene 400 m - 2004

## Persoonlijke records
| Onderdeel       | Prestatie | Datum         | Plaats       |
| --------------- | --------- | ------------- | ------------ |
| 400 m (outdoor) | 50,66 s   | 14 juni 2003  | Sacramento   |
| 400 m (indoor)  | 52,00 s   | 13 maart 2004 | Fayetteville |

## Palmares

### 4 x 400 m
- OS - 3.22,00